# Valenzuela (Metro Manilla)
Valenzuela is een stad op het eiland Luzon in de Filipijnen. Ze vormt samen met 16 andere steden en gemeenten de National Capital Region, die ook wel Metro Manilla wordt genoemd. Bij de volkstelling van 2020 had de stad 714.978 inwoners.

## Naam
Valenzuela is het Spaanse verkleinwoord van Valencia, de stad in Spanje, en betekent dus 'klein Valencia'. Valenzuela is genoemd naar Pio Valenzuela, een Filipijns revolutionair van de Katipunan die in de stad geboren is.
De oorspronkelijke naam voor de stad luidde Polo, een verspaansing van het woord pulô, dat 'eiland' in het Tagalog betekent. De stad werd omgeven door rivieren vanuit het noorden en de Tulluhan in het zuiden, waardoor de vroege bewoners het gebied onterecht voor een eiland aanzagen. Tegenwoordig is Polo een van de barangays van Valenzuela.

## Geografie

### Bestuurlijke indeling
Valenzuela is onderverdeeld in de volgende 33 barangays:
| - Arkong Bato - Bagbaguin - Balangkas - Parada - Bignay - Bisig - Canumay East - Canumay West - Karuhatan - Coloong - Dalandanan | - Gen. T. De Leon - Isla - Lawang Bato - Lingunan - Mabolo - Malanday - Malinta - Mapulang Lupa - Marulas - Maysan - Palasan | v - Pariancillo Villa - Paso De Blas - Pasolo - Poblacion - Pulo - Punturin - Rincon - Tagalag - Ugong - Viente Reales - Wawang Pulo |

## Geboren in Valenzuela
- Pio Valenzuela (11 juli 1869), politicus en leider Katipunan (overleden 1956).